# Échangeur de Grand-Bigard
L'échangeur de Grand-Bigard est un échangeur entre le R0 et l'A10 (E40). Celui-ci se trouve à Grand-Bigard (commune fusionnée à Dilbeek) et forme un des échangeurs les plus importants de Bruxelles. Il est en forme de 4-stack (4 niveaux) permettant une circulation rapide.

Échangeur de grand bigard belgium